# Jakob Colyn († 1370)
Jakob Colyn (auch: Jakob Colyn am Markt, Jakob Colyn van Herle; * um 1310 in Aachen; † 27. April 1370 in Burtscheid) war Schöffe und Bürgermeister der Reichsstadt Aachen.

## Leben und Wirken
Jakob Colyn wurde zur Unterscheidung zu seinem gleichnamigen Verwandten und möglichen Vetter, dem Jakob Colyn in Sint Jakobstrass, auch Jakob am Markt oder Jakob van Herle genannt, weil er, ebenso wie seine Eltern zuvor, das Haus Herle am Markt bewohnte. Er war der Sohn des Henken (Henricus) Colyn van Herle (um 1272 – nach 1331) und der Catharina Wimmer und trat erstmals 1338 als Ratsherr in Erscheinung. In den Jahren 1342, 1344, 1351, 1354 und 1358 wurde Colyn zum Bürgermeister der Freien Reichsstadt Aachen gewählt. Ab dem Jahr 1358 gehörte er dem Schöffenkollegium an und 1364 wurde er zum Christoffel der Ponttorgrafschaft berufen. Im Rahmen der Verhandlungen zur Verlängerung Landfriedensbündnisses Maas-Rhein bekleidete Jakob Colyn vom 11. November 1364 bis zum 8. Oktober 1369 als Vertreter der Stadt Aachen das Amt eines Geschworenen. Dieses im Jahr 1351 gegründete Landfriedensbündnis zwischen Kurköln und dem Herzogtum Brabant sowie den Städten Aachen und Köln, setzte sich für die Aufhebung ungerechter Zölle und den Schutz der reisenden Kaufleute und Pilger ein.
Jakob Colyn war in erster Ehe mit Jutta Havermanns verheiratet, mit der er unter anderem die Tochter Agnes bekam, die sich später mit Matthias von Hochkirchen von Gut Berger-Hochkirchen in Laurensberg vermählte, dem Vater des Bürgermeisters Gottschalk von Hochkirchen. In zweiter Ehe war Jakob Colyn laut Burtscheider Totenbuch mit Mechtildis von Gürzenich verheiratet. Colyn war Erbpächter den Kulpriemühlen in Burtscheid, die zu den Besitztümern der Reichsabtei Burtscheid gehörte. Auf diese Erbpacht verzichtete 1377 der spätere Bürgermeister Rikolf Colyn, ein möglicher Sohn von Jakob Colyn, zugunsten der dortigen Äbtissin.